# برانکالئونه
برانکالئونه (به ایتالیایی: Brancaleone) یک کومونه در ایتالیا است که در استان رجو کالابریا واقع شده‌است. برانکالئونه ۳۵٫۹ کیلومتر مربع مساحت و ۳٬۹۲۳ نفر جمعیت دارد.